# Alfried Kampen
Alfried Kampen (* 19. November 1961) ist ein deutscher Jurist. Er ist seit September 2009 Präsident des Landesarbeitsgerichts Mecklenburg-Vorpommern.

## Leben und Wirken
Kampen trat nach Abschluss seiner juristischen Ausbildung im Juli 1992 in die Arbeitsgerichtsbarkeit des Landes Mecklenburg-Vorpommern ein und war zunächst beim Arbeitsgericht Stralsund eingesetzt. Noch während der Zeit als Proberichter war er am Landesarbeitsgericht Mecklenburg-Vorpommern tätig. Nach seiner Ernennung zum Richter am Arbeitsgericht war Kampen ab 1998 stellvertretender Direktor des Arbeitsgerichts Stralsund, kurze Zeit später amtierender Direktor des Arbeitsgerichts. Es folgte eine Abordnung an das Justizministerium und die Ernennung zum Direktor des Arbeitsgerichts Stralsund. 2006 wechselte Kampen als Vizepräsident an das Landesarbeitsgericht Mecklenburg-Vorpommern. Am 1. September 2009 erfolgte dort seine Ernennung zum Präsidenten des Landesarbeitsgerichts. 